# Oswaldo Viteri
Oswaldo Viteri (Ambato, 8 de octubre de 1931-Quito, 24 de julio de 2023) fue un destacado pintor, escultor, muralista y arquitecto ecuatoriano.

## Trayectoria
Artista neofigurativo, ampliamente reconocido por su trabajo de ensamblajes, aunque su obra abarca también la pintura, el dibujo, los grabados y los mosaicos. Sus obras en estas disciplinas lo han llevado a convertirse en uno de los artistas ecuatorianos más importantes del siglo XX.
Gran parte de su obra abarca la dimensión social e individual de los países pobres, de los latinoamericanos.  
Colaboró en el taller de Oswaldo Guayasamín, a quien ayudó en 1959 en el encargo de un mural para el Ministerio de Obras Públicas. En este año se incorpora como profesor de la facultad de Arquitectura y Urbanismo de la Universidad Central del Ecuador.
Durante la década de 1960, se centró en la pintura y estudió antropología y folclore.
En 1966 fue nombrado director del Instituto Ecuatoriano de Folklore.
Ha sido defensor del mestizaje, reconociendo la valía de los ancestros indígenas y de la influencia hispana; en su arte se muestra muy claramente por la presencia de las obras taurinas o de tauromaquia así como en las piezas pictóricas denominadas Neofigurativas que se inspiran en los motivos y colorido precolombino.
Comenzó a explorar técnicas de arte experimental incorporando a sus obras el collage y colocando objetos superpuestos a sus lienzos. Realizó sus primeros ensamblajes en 1968, comenzando a mostrar sus obras en exposiciones internacionales en la década de 1960, siendo incluido en las bienales celebradas en 1964, en Córdoba (Argentina), y en 1969, en São Paulo, en las que recibió sendas menciones honoríficas.
Su trabajó tomó una vertiente más escultórica durante los años 70, como reflejan sus múltiples series de ensamblajes en los que utiliza muñecas de trapo y material de desecho.
Muchas de sus obras se encuentran en algunos de los museos y galerías más prestigiosos del mundo, entre las que podemos destacar la galería Uffizi, que cuenta con un autorretrato suyo.
Ha resultado nombrado candidato en dos ocasiones, quedando finalista, al Premio Príncipe de Asturias de las Artes.